# Dent (Minnesota)
Dent és una població dels Estats Units a l'estat de Minnesota. Segons el cens del 2000 tenia 192 habitants.

## Demografia
Segons el cens del 2000, Dent tenia 192 habitants, 77 habitatges, i 49 famílies. La densitat de població era de 195,1 habitants per km².
Dels 77 habitatges en un 33,8% hi vivien nens de menys de 18 anys, en un 57,1% hi vivien parelles casades, en un 3,9% dones solteres, i en un 35,1% no eren unitats familiars. En el 32,5% dels habitatges hi vivien persones soles el 14,3% de les quals corresponia a persones de 65 anys o més que vivien soles. El nombre mitjà de persones vivint en cada habitatge era de 2,49 i el nombre mitjà de persones que vivien en cada família era de 3,18.
Per edats la població es repartia de la següent manera: un 28,6% tenia menys de 18 anys, un 5,7% entre 18 i 24, un 30,2% entre 25 i 44, un 20,3% de 45 a 60 i un 15,1% 65 anys o més.
L'edat mediana era de 37 anys. Per cada 100 dones de 18 o més anys hi havia 104,5 homes.
La renda mediana per habitatge era de 30.938 $ i la renda mediana per família de 34.167 $. Els homes tenien una renda mediana de 27.321 $ mentre que les dones 15.417 $. La renda per capita de la població era de 12.024 $. Entorn del 3,7% de les famílies i el 12,9% de la població estaven per davall del llindar de pobresa.

## Poblacions més properes
El següent diagrama mostra les poblacions més properes.